# Groupe de Protection diplomatique

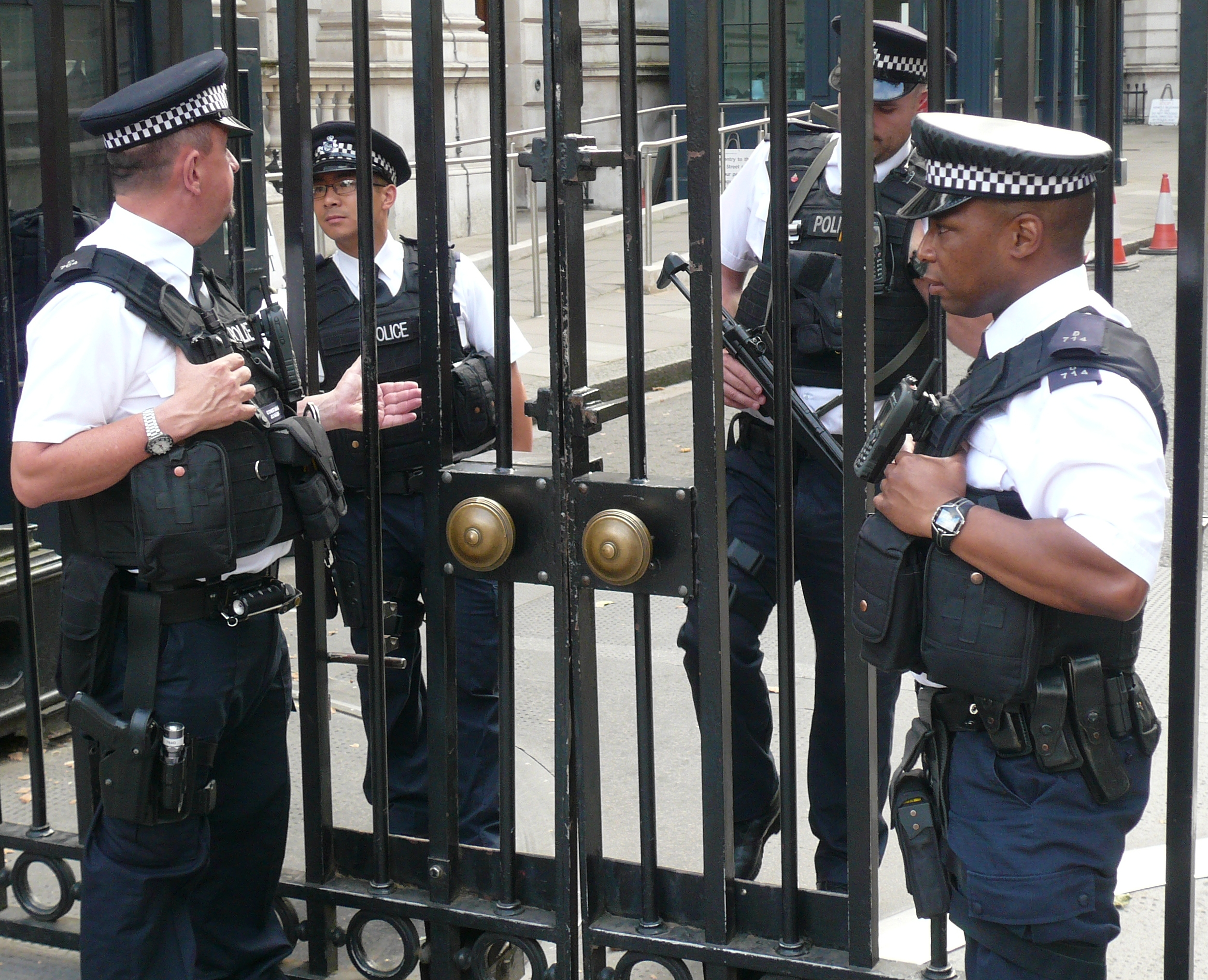
Des policiers armés près des portes de Downing Street. Londres, Grande-Bretagne.

Le Groupe de Protection diplomatique, ou Diplomatic Protection Group (DPG) en anglais, est une branche spéciale du Metropolitan Police Service de Londres. Cette unité est chargée de la protection des services diplomatiques établis dans la capitale, comme les ambassades ou les consulats. Il peut également lui arriver d'assurer la sécurité de diplomates britanniques, ou celle du gouvernement du Royaume-Uni.